# 牧虹
牧虹（1918年—1989年），原名赵鸿模，又名赵牧虹，男，江苏徐州人，中国戏剧演员、导演，曾任中央戏剧学院副院长兼导演系主任、学院代理党委书记。1943年为歌曲《团结就是力量》作词。